# بوناميوديل
بوناميوديل (بالإنجليزية: Bunamiodyl)‏ هي مادة تباين تحتوي على اليود. ألغي استخدامها عام 1963 بسبب اعتلال الكلية الناتج عنها.